# Epiplema straminea
Epiplema straminea är en fjärilsart som beskrevs av W. Warren 1907. Epiplema straminea ingår i släktet Epiplema och familjen Uraniidae. Inga underarter finns listade i Catalogue of Life.